# رقه بی‌صدا در حال ذبح شدن است
رقه بی‌صدا در حال ذبح شدن است (انگلیسی: Raqqa Is Being Slaughtered Silently)
یک گروه خبرنگاری مستقر در سوریه است که پوشش‌دهنده جنگ سوریه است.